# Claudia Muzio
Claudia Muzio, född 7 februari 1889 i Pavia, Italien, död 24 maj 1936. Italiensk sopran.
Hon debuterade i Arezzo den 15 januari 1910 som Manon.